# Bryon Wilson
Bryon Wilson (ur. 7 kwietnia 1988 w Butte) – amerykański narciarz dowolny, specjalizujący się w jeździe po muldach.

## Kariera sportowa
W 2007 roku zdobył złoty medal w jeździe po muldach na mistrzostwach świata juniorów w Airolo. Na rozgrywanych trzy lata później igrzyskach olimpijskich w Vancouver zajął trzecie miejsce. Wyprzedzili go jedynie zwycięzca, Kanadyjczyk Alexandre Bilodeau i obrońca tytułu, Australijczyk Dale Begg-Smith. Był też między innymi dziesiąty w tej samej konkurencji podczas mistrzostw świata w Voss w 2013 roku. Najlepsze wyniki w Pucharze Świata osiągnął w sezonie 2009/2010, kiedy to zajął 15. miejsce w klasyfikacji generalnej, a w klasyfikacji jazdy po muldach był piąty.

## Osiągnięcia

### Igrzyska olimpijskie
| Miejsce | Dzień     | Rok  | Miejscowość | Konkurencja      | Zwycięzca          |
| ------- | --------- | ---- | ----------- | ---------------- | ------------------ |
| 3.      | 14 lutego | 2010 | Vancouver   | Jazda po muldach | Alexandre Bilodeau |

### Mistrzostwa świata
| Miejsce | Dzień    | Rok  | Miejscowość | Konkurencja      | Zwycięzca          |
| ------- | -------- | ---- | ----------- | ---------------- | ------------------ |
| DNF     | 2 lutego | 2011 | Deer Valley | Jazda po muldach | Guilbaut Colas     |
| 10.     | 6 marca  | 2013 | Voss        | Jazda po muldach | Mikaël Kingsbury   |
| 31.     | 8 marca  | 2013 | Voss        | Muldy podwójne   | Alexandre Bilodeau |

### Puchar Świata

#### Miejsca w klasyfikacji generalnej
- sezon 2006/2007: 156.
- sezon 2007/2008: 60.
- sezon 2008/2009: 119.
- sezon 2009/2010: 15.
- sezon 2010/2011: 49.
- sezon 2011/2012: 174.
- sezon 2012/2013: 53.
- sezon 2013/2014: 72.
- sezon 2014/2015: 34.
- sezon 2015/2016: 192.
- sezon 2016/2017:

#### Miejsca na podium w zawodach
1. Suomu – 11 grudnia 2009 (jazda po muldach) – 2. miejsce
2. Suomu – 12 grudnia 2009 (jazda po muldach) – 2. miejsce
3. Méribel – 15 grudnia 2010 (muldy podwójne) – 3. miejsce
4. Kreischberg – 22 grudnia 2012 (muldy podwójne) – 1. miejsce